# Wikipedija na vijetnamskom jeziku
Wikipedija na vijetnamskom jeziku (tiếng Việt) inačica je Wikipedije na vijetnamskom jeziku. Započela je 12. listopada 2003. U siječnju 2022. imala je 1 270 000 članaka.

## Vanjske poveznice
- Vijetnamska wikipedija